# Gaston Maspero
Sir (1909-től) Gaston-Camille-Charles Maspero (Párizs, 1846. június 24. – Párizs, 1916. június 30.) francia egyiptológus, az Académie des inscriptions et belles-lettres tagja.

## Életpályája
Szülei olaszok voltak. Már 14 éves korában érdeklődött az ókori Egyiptom után. 1869-től a párizsi École des Hautes Études-ben egyiptológiát tanult. 1867-ben ismerkedett meg Auguste Mariette-tel a párizsi világkiállításon, aki 1872-ben megbízta a hieroglifa szövegek tanulmányozásával. 1873-ban szerzett doktorátust. 1874-től már a Collège de France egyiptomi filológia és régész-professzora. Először 1880-ban vezetett expedíciót Egyiptomba, ahol a kairói Francia Régészeti Intézet feltárásait irányította a Királyok-völgyében. Mariette halála után, 1881-ben átvette a Bulaq Múzeum (a mai Egyiptomi Múzeum) és az egyiptomi Nemzeti Régészeti Hivatal vezetését. Továbbvitte a nagy előd munkáját, kiterjesztette az ásatási és templom-helyreállítási programokat, szabályozta az ásatások rendjét, létrehozva a régészeti inspektorátusok rendszerét. Folytatta az Egyiptomi Múzeum gyűjteményének rendezését és katalogizálását. Hírnevét mégis inkább annak köszönheti, hogy elsőként publikálta a piramisszövegekként ismert halotti szövegeket. Megbízatása az intézmények élén először 1886-ig tartott, majd ismételten ő vezette ezeket az intézményeket 1899-től 1914-ig.

## Az egyiptológia aranykora
Amikor Maspero átvette az Egyiptomi Múzeum vezetését, a politikai helyzet Egyiptomban meglehetősen bizonytalan volt. Az országot 1879-ben súlyos adósságai miatt – melynek okozója Iszmail kedive költekezése volt – brit-francia felügyelet alá helyezték. Sir Evelyn Baring vezetésével az ország gazdaságát az angolok irányították, a Közmunkák Minisztériuma pedig a franciák fennhatósága alá került, akik ennek révén a jogrendet, az oktatást és a régészetet felügyelték. Az 1882. évi nemzeti felkelés leverése után, melynek során a brit–francia flotta ágyúzta Alexandriát, az ország ténylegesen brit megszállás alá került, bár hivatalosan az Oszmán Birodalom tartománya maradt. A franciák jutalma pedig az lett, hogy megtarthatták az ellenőrzést az ország ókori múltja felett. Maspero hivatala ettől kezdve megfelelő támogatásban részesült, ami jelentősen hozzájárult ahhoz, hogy a Nílus-völgy régészeti feltárását nemzetközi alapokra helyezzék. A hivatalos szervek az első világháború kezdetéig nagylelkűen osztogatták a néha „több példányban” is meglévő leleteket, ezzel újabb kutatásokra ösztönözve az egyiptológiával foglalkozókat. Maspero időszaka alatt kerültek napvilágra a legnagyszerűbb felfedezések Flinders Petrie, Wallis Budge, Theodore Davis, Lord Carnarvon és Howard Carter révén. Ugyanakkor ezen időszak volt a hamisítók és szélhámosok korszaka is az egyiptológiában.

## Maspero, a kutató
1881-ben Émile és Heinrich Brugsch felfedezték I. Pepi düledező szakkarai piramisának belsejében a ma már piramisszövegek néven ismert feliratokat. Maspero is tevékenyen részt vett a sírok feltárásában, ami majdnem az életébe került. Az egyik kamrában a leomló fal ugyanis maga alá temette, de Émile Brugschnak nagy nehezen sikerült kiásnia és így szerencsésen megmenekült. Maspero ismerte fel, hogy a szövegek annak a folyamatnak a különböző fázisait írják le, illetve utalnak rájuk, amelynek során a király az uralkodónak egyedül kijáró túlvilági létre születik újjá, s a feliratokat úgy helyezték el a falon, mintha a király a síron túlról olvasná őket. Mindegyik piramisban más-más szövegek voltak, így Maspero gyűjteménye több mint 4000 sor szöveget tartalmaz, ami az ókori világ legősibb vallásos szöveggyűjteménye.
Maspero szerepet játszott a királymúmiák első rejtekhelyének feltárásában Dejr el-Bahariban, ahonnan Émile Brugsch több mint 50 királyt, királynét, kevésbé fontos királyi személyt és udvaroncot, s közel 6000 tárgyat szállíttatott Bulaqba a Níluson gőzhajóval. Érdekességként említendő, hogy menet közben szárított hal szállításáért fizettek vámot.
Maspero első igazgatósága alatti időszak másik nagy felfedezése Szennedzsem sírja volt. A leletre egy beduin, Szalam Abu Duhi bukkant rá két társával. A sírt Maspero és a spanyol főkonzul, Eduardo Toda y Güell, Urbain Bouriant egyiptológus és Jan Herman Insinger fotográfus tárta fel. Elővigyázatosságuk ellenére az érintetlen sírban talált lelet a szállítás során súlyos károkat szenvedett. Több tárgyat elloptak, a koporsó nélküli tizenegy múmiának pedig csak a feje ért Kairóba. Szennedzsem és családja a XIX. dinasztiabeli I. Széthi uralma alatt élt és kétségkívül fontos szerepet játszott a fáraó sírjának kialakításában. 
1886-ban gyenge egészségi állapota miatt Maspero visszatért Franciaországba.
Maspero második igazgatóságának idején kerültek napvilágra híressé vált leletek a Királyok Völgyében. Pl. IV. Thotmesz sírja; a KV 46 jelzésű sír, melyben Teje királynénak, III. Amenhotep fáraó főfeleségének szülei nyugodtak; a KV 56-os sír, ami a XIX. dinasztia leggyönyörűbb ékszereit rejtette; Horemheb sírja.

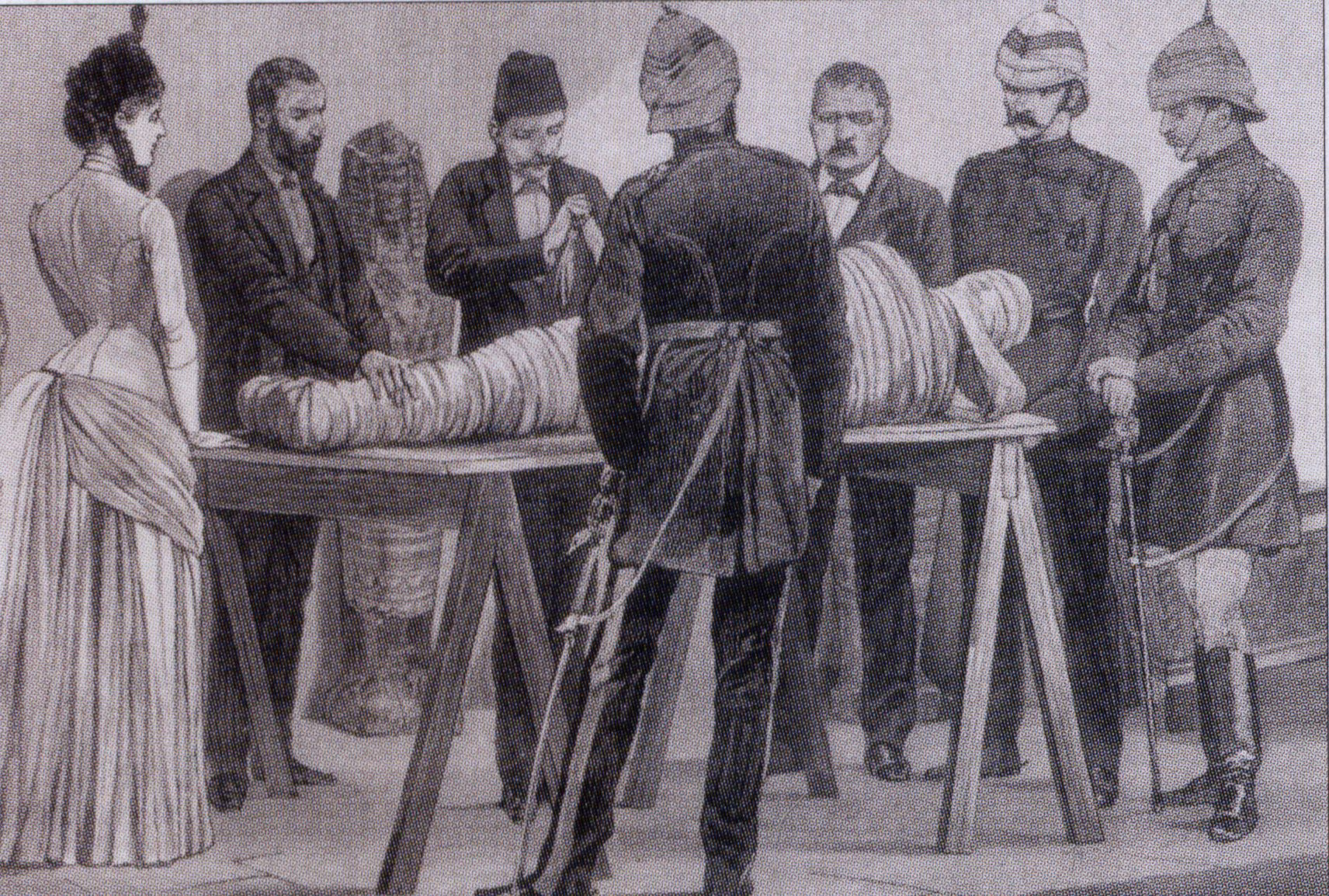
Múmia kibontása

A Maspero által kibontott múmiák között volt Ahmesz-Inhapi, Szitkamosze, Ahmesz-Henuttamehu, II. Thotmesz, Szekenenré Ta-aa, I. Jahmesz múmiája. Ő azonosította I. Thotmesz múmiáját. Felügyelete alatt találták meg a Karnaki rejtekhelyet.

## Maspero, az ember, ahogy W. A.Wallis Budgejellemezte
„ Nemcsak kiváló egyiptológus volt, hanem a nagy előd, Mariette által megkezdett hagyomány folytatója is. Szót értett a helybeliekkel, hiszen egy szamárhajcsár szintjén remekül beszélte a mindennapi arab nyelvet. Tapintatosan és együttérzően bánt velük – néhány alkalomtól eltekintve, például, amikor Kenában meg is kínozta őket (a királymúmiák felfedezésének kapcsán).”

## Családja
Fia, Henri Maspero kora egyik legnevesebb sinológusa lett, idősebbik fia, Georges Maspero Kambodzsa kormányzója volt, és féltestvéréhez hasonlóan sinológusként tartják számon.

## Magyarul megjelent művei
- A zsidók ókori története. Asszírok, médek és perzsák tündöklése és bukása; in: Nagy képes világtörténet, 1.; átdolg. Fogarassy Albert, szerk. Marczali Henrik; Franklin–Révai, Bp., 1899 (hasonmás: Anno, Bp., 1998)
- Az ókori Egyiptom története; in: Nagy képes világtörténet, 1.; átdolg. Fogarassy Albert, szerk. Marczali Henrik; Franklin–Révai, Bp., 1899 (hasonmás: Anno, Bp., 1998)
- A kelet ókori népeinek története; in: Nagy képes világtörténet, 1.; átdolg. Fogarassy Albert, szerk. Marczali Henrik; Franklin–Révai, Bp., 1899; átdolg. Fogarassy Albert, átnézte Goldzieher Ignác; Franklin–Révai, Bp., 1899 (Nagy képes világtörténet)